# Halahult
Halahult is een plaats in de gemeente Karlshamn in het landschap Blekinge en de provincie Blekinge län in Zweden. De plaats heeft 61 inwoners (2005) en een oppervlakte van 18 hectare.